# Oryzias uwai
Espèce
Oryzias uwai est une espèce de poissons d'eau douce de la sous-famille des Oryziinae (famille des Adrianichthyidae).

## Répartition et habitat
Cette espèce est originaire de Birmanie où elle se rencontre dans les bassins de l'Irrawaddy, du Yangon et du Sittang.

## Description
Oryzias uwai peut mesurer jusqu'à 16 mm, queue non comprise.

## Systématique
Le nom valide complet (avec auteur) de ce taxon est Oryzias uwai Roberts (d), 1998,.

## Étymologie
Son épithète spécifique, uwai, lui a été donnée en l'honneur du biologiste Hiroshi Uwa (1942-1993) de l'université Shinshū, un pionnier de l'étude des chromosomes des Oryziinae.

## Publication originale
- (en) Tyson R. Roberts, « Systematic observations on tropical Asian medakas or ricefishes of the genus Oryzias, with descriptions of four new species », Ichthyological Research, Springer Science+Business Media et Nihon Gyorui Gakkai (d), vol. 45, no 3,‎ septembre 1998, p. 213-224 (ISSN 1341-8998 et 1616-3915, DOI 10.1007/BF02673919, lire en ligne).